# Playa Grande (Uruguay)
Pour les articles homonymes, voir Playa Grande.
Playa Grande est une ville et une station balnéaire de l'Uruguay située dans le département de Maldonado. Sa population est de 715 habitants.

## Population
| Année | Population |
| ----- | ---------- |
| 1963  | 173        |
| 1975  | 226        |
| 1985  | 300        |
| 1996  | 569        |
| 2004  | 715        |

,